# Lachides galba
Lachides galba (Cypriotisch helioptroopblauwtje) is een vlinder uit de familie van de Lycaenidae. De wetenschappelijke naam van de soort is voor het eerst voorgesteld als Lycaena galba door Julius Lederer in een publicatie uit 1855.

## Verspreiding
De soort komt voor in Turkije, de Kaukasus, Cyprus, Libanon, Saoedi-Arabië, Irak, Iran, Tadzjikistan, Oezbekistan, Afghanistan en China.

## Waardplanten
- Leguminosae
  - Lagonychium farctum
- Mimosaceae
  - Acacia campbeli
  - Acacia leucophloa
  - Prosopis stephaniana

## Ondersoorten
- Lachides galba galba (Lederer, 1855)
- Lachides galba phiala (Grum-Grshimailo, 1890) (Tadzjikistan, Oezbekistan)
  - = Lycaena phiala Grum-Grshimailo, 1890